# Anomobryum ochianum
Anomobryum ochianum là một loài rêu trong họ Bryaceae. Loài này được A.J. Shaw mô tả khoa học đầu tiên năm 1984.